# Loppiner See
Der Loppiner See liegt in der Mecklenburgischen Seenplatte im Landkreis Mecklenburgische Seenplatte in Mecklenburg-Vorpommern ungefähr zehn Kilometer westlich von Waren (Müritz). Der namensgebende Jabelsche Ortsteil Loppin liegt am Nordwestufer des Sees. Der See gehört zum Gemeindegebiet Jabel. Der See ist maximal 2000 Meter lang und 900 Meter breit. Er ist ein typischer langgestreckter glazialer Rinnensee. Er entstand während der jüngsten, der Weichseleiszeit. Im Norden mündet der Zufluss vom Lankhagensee. Der im Süden befindliche Abfluss des Sees entwässert zum Jabelschen See. Das Seeufer ist im Westteil bewaldet, während der Ostteil landwirtschaftlich genutzt wird. Die im Westen gelegenen Waldflächen gehören zu den Loppiner Dickungen und im Süden zu den Ziegler Tannen. Unweit des Ostufers des Sees verläuft über Jabel die Eisenbahnstrecke  Parchim–Neubrandenburg. Der See gehört zum Naturpark Nossentiner/Schwinzer Heide.